# John Michael Clancy

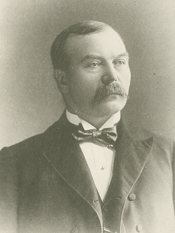
John Michael Clancy

John Michael Clancy (* 7. Mai 1837 in County Queens (heute County Laois), Irland; † 25. Juli 1903 in Butte, Montana) war ein US-amerikanischer Politiker. Zwischen 1889 und 1895 vertrat er den Bundesstaat New York im US-Repräsentantenhaus.

## Werdegang
John Michael Clancy wurde wenige Wochen vor dem Tod von Wilhelm IV., König von Großbritannien und Irland sowie König von Hannover, in dem früheren County Queens geboren. Seine Familie wanderte in die Vereinigten Staaten ein und ließ sich in New York City nieder. Er besuchte dort öffentliche Schulen in Brooklyn und ging dann Immobiliengeschäften nach. Zwischen 1868 und 1875 war er Alderman in der damals noch eigenständigen Stadt Brooklyn. Er saß zwischen 1878 und 1881 in der New York State Assembly.
Politisch gehörte er der Demokratischen Partei an. Bei den Kongresswahlen des Jahres 1888 wurde Clancy im vierten Wahlbezirk von New York in das US-Repräsentantenhaus in Washington, D.C. gewählt, wo er am 4. März 1889 die Nachfolge von Peter P. Mahoney antrat. Er wurde einmal wiedergewählt. Dann kandidierte er im zweiten Wahlbezirk von New York für einen Kongresssitz. Nach einer erfolgreichen Wahl trat er am 4. März 1893 die Nachfolge von Alfred C. Chapin an. Da er auf eine erneute Kandidatur im Jahr 1894 verzichtete, schied er nach dem 3. März 1895 aus dem Kongress aus.
Danach ging er wieder in New York City seinen Immobiliengeschäften nach. Seine Kandidatur im Jahr 1896 für einen Kongresssitz war erfolglos. Er verstarb auf seiner Rückreise vom Yellowstone-Nationalpark am 25. Juli 1903 in Butte. Sein Leichnam wurde auf dem Holy Cross Cemetery in Brooklyn beigesetzt.